# Microlicia myrtoidea
Microlicia myrtoidea är en tvåhjärtbladig växtart som beskrevs av Adelbert von Chamisso. Microlicia myrtoidea ingår i släktet Microlicia och familjen Melastomataceae. Inga underarter finns listade i Catalogue of Life.